# Rancho Palos Verdes
Rancho Palos Verdes ist eine Stadt im Los Angeles County des US-Bundesstaats Kalifornien auf der Spitze der Halbinsel Palos Verdes.
Das U.S. Census Bureau hat bei der Volkszählung 2020 eine Einwohnerzahl von 42.287 ermittelt. Die Stadt ist bekannt für die Aussichten auf den Pazifischen Ozean und Santa Catalina Island. Die geographischen Hauptmerkmale sind die Palos Verdes Hills und die Felsküsten.
Nachbargemeinden sind, neben Los Angeles mit dem Stadtteil San Pedro, Rolling Hills, Rolling Hills Estates, Palos Verdes Estates und Lomita.
Die von Lloyd Wright geplante Wayfarers Chapel ist im National Register of Historic Places aufgenommen.

## Söhne und Töchter der Stadt
- Eliot Teltscher (* 1959), Tennisspieler
- Robbie Rogers (* 1987), Fußballspieler
- Andrew Benesh (* 1995), Beachvolleyballspieler